# قائمة الحروب 2003–إلى الآن
ملاحظة:
الحرب هي إعلان أو حالة صراع عدائي مسلح بين دول أو أمم. وبالنسبة لنزاعات أخرى، انظر قوائم الثورات والانقلابات والمعارك المنفردة.
هذه هي قائمة  الحروب التي شنت في الفترة من 2003 إلي 2010. 
| بداية | نهاية    | اسم النزاع                                                   | الأطراف المتحاربة | الأطراف المتحاربة |
| بداية | نهاية    | اسم النزاع                                                   | المنتصر (إذا ممكن) | المهزوم (إذا ممكن) |
| ----- | -------- | ------------------------------------------------------------ | --- | --- |
| 2003  | إلى الآن | الحرب في دارفور                                              | جبهة الخلاص الوطني - حركة تحرير السودان - حركة التحرير والعدالة - حركة العدل والمساواة دعم معلن: · الولايات المتحدة · دعم مزعوم: · إرتريا · تشاد | حكومة السودان - القوات المسلحة السودانية - قوات الدعم السريع - جنجاويد (مليشيا موالية للحكومة) دعم تسليحي: · روسيا |
| 2003  | 2011     | حرب العراق                                                   | الولايات المتحدة · المملكة المتحدة · المؤتمر الوطني العراقي · القوة البرية العراقية · الحزب الديمقراطي الكردستاني · الإتحاد الوطني الكردستاني · أستراليا · بولندا · كوريا الجنوبية · أوكرانيا · إيطاليا · جورجيا · إسبانيا · الدنمارك · هولندا                                                                  | العراق البعثيين · القيادة العليا للجهاد والتحرير · جيش النقشبندية · الدولة الإسلامية · جماعة التوحيد والجهاد جيش المهدي · المجموعات الخاصة · منظمة بدر |
| 2003  | إلى الآن | صراع بلوشستان                                                | باكستان - الجيش الباكستاني - حرس الحدود إيران - الجيش الإمبراطوري (حتى 1979) - حرس الثورة الإسلامية (منذ 1980) - حرس الحدود (منذ 2000) | مجموعات إنفصالية بلوشية - جيش التحرير البلوشستاني - الجيش الجمهوري البلوشستاني - جبهة تحرير البلوش - لشكر بلوشستان - جبهة تحرير بلوشستان المتحدة - منظمة طلبة بلوشستان بدعم من: · العراق (عقد 1970) جماعات متشددة · جند الله · جيش العدل · جند الله (باكستان) · لشکر جهنكوي · سباه صحابة                  |
| 2004  | إلى الآن | الحرب في شمال غرب باكستان                                    | باكستان - NWPORBAT - القوات المسلحة الباكستانية - وكالة الاستخبارات الباكستانية - حرس الحدود الباكستاني - لجان حفظ السلام الولايات المتحدة - CIA SAD/SOG - SOCOM - USAF | جماعات متحالفة مع طالبان - طالبان باكستان - تنظيم القاعدة - لشکر جهنكوي - لشکر إسلام - حركة تطبيق الشريعة المحمدية - الحزب الإسلامي التركستاني - الحركة الإسلامية في أوزبكستان (حتى 13 مارس 2015) تنظيم الدولة الإسلامية (داعش) - جند الله - الحركة الإسلامية في أوزبكستان - حركة الخلافة - جماعة الأحرار |
| 2004  | 2007     | حرب الأدغال في جمهورية أفريقيا الوسطى                        | جمهورية إفريقيا الوسطى · تشاد · مهمة الأمم المتحدة في جمهورية أفريقيا الوسطى وتشاد · (المجموعة الإقتصادية لدول وسط أفريقيا) | ثوار اتحاد القوى الديمقراطية من أجل الوحدة ثوار لجيش الشعبي لاستعادة الديمقراطية ثوار اتفاقية الوطنيين للعدل والسلام ثوار الجبهة الديموقراطية لشعب أفريقيا الوسطى ثوار حركة محررو أفريقيا الوسطى للعدالة                                                                                                  |
| 2004  | إلى الآن | النزاع في دلتا النيجر                                        | حكومة النيجر - القوات المسلحة النيجيرية | حركة تحرير دلتا النيجر قوات متطوعي شعب دلتا النيجر جبهة تحرير دلتا النيجر المجلس الثوري المشترك حماية دلتا النيجر |
| 2004  | 2015     | تمرد الحوثيين                                                | اليمن | حوثيون |
| 2004  | إلى الآن | نزاع كيفو                                                    | | |
| 2005  | 2010     | النزاع بين تشاد والسودان                                     | تشاد | اتحاد القوى من أجل الديمقراطية والتنمية الجبهة المتحدة للتغيير الديمقراطي تجمع القوى الديمقراطية جنجاويد |
| 2005  | 2008     | تمرد جبل إلجون                                               | كينيا | قوات دفاع أرض سابوت |
| 2006  | 2011     | الانقسام الفلسطيني (صراع الأخوة)                             | حركة حماس | حركة فتح |
| 2006  | 2006     | حرب لبنان 2006                                               | حزب الله | إسرائيل |
| 2006  | إلى الآن | حرب المكسيك على المخدرات                                     | الحكومة - القوات المسلحة - الشرطة الاتحادية - مركز للبحوث والأمن القومي - شرطة الاتحاد الوزارية - قوات شرطة الدولة والبلديات الولايات المتحدة - المارشالات الإتحادية مجموعات الدفاع الذاتي | عصابات المخدرات ومنظمات الجريمة ومنهم: - عصابة سينالوا - عصابة الخليج - لوس أنثراكس - عصابة فرسان المعبد - أم أس-13 - فارك - لوس زيتاس - عصابة خواريز - عصابة تيخوانا - عصابة بالتيران-ليفا - عصابة عائلة ميتشواكان وآخرون                                                                                |
| 2006  | 2009     | الحرب في الصومال (2006–2009) جزء من الحرب الأهلية في الصومال | مرحلة الغزو: · إثيوبيا · الحكومة الاتحادية الانتقالية · أرض البنط · غلمدغ · تجار حرب موالون لإثيوبيا · الولايات المتحدة · المملكة المتحدة · أميصوم: - أوغندا - بوروندي - كينيا مرحلة التمرد: · تحالف إعادة تحرير الصومال · الشباب · حركة راس كمبوني · الجبهة الصومالية الإسلامية · معسكر أنولي · إرتريا (مزاعم) | مرحلة الغزو: · اتحاد المحاكم الإسلامية · مرحلة التمرد: · إثيوبيا · الحكومة الاتحادية الانتقالية · تجار حرب موالون لإثيوبيا · |
| 2007  | إلى الآن | عملية الحرية الدائمة – الصحراء الكبرى                        | الجزائر · المغرب · موريتانيا · تونس · بوركينا فاسو · تشاد · مالي · النيجر · نيجيريا · السنغال · الدعم والتدريب من: · الولايات المتحدة · كندا · فرنسا · ألمانيا · هولندا · إسبانيا · المملكة المتحدة | القاعدة في بلاد المغرب الإسلامي · أنصار الدين · بدعم من: · بوكو حرام · حركة التوحيد والجهاد في غرب أفريقيا |
| 2007  | 2009     | ثورة الطوارق (2007–09)                                       | النيجر · مالي | حركة النيجر للعدالة تحالف 23 مايو الديمقراطي من أجل التغيير |
| 2007  | 2015     | الحرب في إنغوشيا                                             | الإتحاد الروسي الحكومة الإنغوشية | إمارة القوقاز الإسلامية (ولاية غلغايشو) · المعارضة الإنغوشية (2007-2008) · الغرض كان: مجموعات انتقامية |
| 2008  | 2008     | اجتياح أنجوان 2008                                           | جزر القمر · الإتحاد الأفريقي: - السودان - تنزانيا - السنغال - الجماهيرية العربية الليبية فرنسا | أنجوان |
| 2008  | 2012     | نزاع الحدود بين تايلاند وكمبوديا                             | تايلاند | كمبوديا |
| 2008  | 2008     | نزاع الحدود بين جيبوتي وأريتريا                              | جيبوتي | إرتريا |
| 2008  | 2008     | حرب أوسيتيا الجنوبية 2008                                    | روسيا · أوسيتيا الجنوبية · أبخازيا | جورجيا |
| 2008  | 2009     | الحرب على غزة                                                | إسرائيل | حماس |
| 2009  | إلى الآن | النزاع القبلي السوداني                                       | | |
| 2009  | إلى الآن | تمرد شمال القوقاز                                            | روسيا | إمارة القوقاز الإسلامية |
| 2009  | إلى الآن | تمرد بوكو حرام                                               | نيجيريا · الكاميرون · تشاد · النيجر · قوة المهام المشتركة متعددة الجنسيات (النيجر ونيجيريا وتشاد) · مجموعات حفظ أمن أهلية · مرتزقة · بدعم من: · الولايات المتحدة · بنين · الإتحاد الأفريقي (أعلن بذلك) · المملكة المتحدة · فرنسا · الصين · كندا · إيران · إسرائيل                                               | تنظيم الدولة الإسلامية (داعش) - بوكو حرام · (مستقلا: 2009–2015) جماعة أنصار المسلمين في بلاد السودان |
| 2009  | 2009     | معارك نيجيريا 2009 تمرد بوكو حرام                            | نيجيريا | بوكو حرام |
| 2009  | مستمرة   | التمرد في جنوب اليمن                                         | الحكومة - الجيش اليمني - الحرس الجمهوري - القوات الجوية اليمنية - قوات شبه عسكرية يمنية قبائل موالية للحكومة | الحراك الجنوبي |
| 2009  | إلى الآن | الحرب في الصومال (2009–الآن) جزء من الحرب الأهلية في الصومال | جمهورية الصومال الفدرالية: - حكومة الصومال الاتحادية - الجيش الوطني الصومالي - المناطق: - جوبا لاند - حركة راس كمبوني - تنظيم أهل السنة والجماعة - أرض البنط - قوات أمن البنط - غلمدغ - حيمان وحيب - جنوب غرب الصومال تدخلات أجنبية · أميصوم مستشارين/دعم غير عسكري: · الولايات المتحدة · الاتحاد الأوروبي ·    | تنظيم القاعدة - الشباب - مجاهدين أجانب حزب الإسلام (2009-2010) |
| 2010  | 2010     | اشتباكات عرقية في قيرغيزستان 2010                            | قرغيزستان | عصابات قرغيزستانية أوزبك قرغيزستانيون |
| 2010  | 2012     | اضطرابات طاجيكستان                                           | طاجيكستان - الجيش الطاجيكي | المعارضة الطاجيكية المتحدة - الحركة الإسلامية الأوزبكية |
| 2010  | 2011     | الأزمة العاجية 2010-2011 الحرب الأهلية الثانية لساحل العاج   | القوات الجديدة · تجمع الجمهوريين · عملية الأمم المتحدة في كوت ديفوار · فرنسا | جيش ساحل العاج مرتزقة ليبيريون شباب أبيدجان الوطنيون الجبهة الشعبية الإفوارية |

هذه هي قائمة  الحروب التي شنت في الفترة من 2011 ولاتزال جارية.  ويمكن ايجاد الحروب الأخرى في موجز تسلسل الحروب التاريخية وأيضا في قائمة حروب بسبب أخطاء دبلوماسية
| بداية | نهاية    | اسم النزاع                                                                                            | الأطراف المتحاربة | الأطراف المتحاربة |
| بداية | نهاية    | اسم النزاع                                                                                            | المنتصر | المهزوم |
| ----- | -------- | --- | --- | --- |
| 2011  | 2011     | الحرب الأهلية الليبية عام 2011                                                                        | المجلس الوطني الانتقالي · الناتو - بلغاريا - بلجيكا - كندا - الدنمارك - فرنسا - اليونان - إيطاليا - هولندا - النرويج - رومانيا - إسبانيا - تركيا - المملكة المتحدة - الولايات المتحدة الأردن · قطر · السويد · الإمارات العربية المتحدة | الجماهيرية العربية الليبية |
| 2011  | إلى الآن | النزاع في سيناء                                                                                       | مصر - القوات المسلحة المصرية - قوات الأمن المركزي - قطاع الأمن الوطني - الشرطة المصرية - قبيلة الترابين القوة متعددة الجنسيات والمراقبون · هجوم الحدود: · إسرائيل                                                                      | الجماعات الإسلامية - أنصار بيت المقدس - المسلحين البدو - جند الإسلام - التكفير والهجرة - جماعة التوحيد والجهاد - كتيبة أنصار الشريعة - مجلس شورى المجاهدين - جماعة التوحيد والجهاد في بيت المقدس - أجناد مصر تنظيم الدولة الإسلامية - ولاية سيناء |
| 2011  | إلى الآن | الحرب الأهلية السورية                                                                                 | | |
| 2011  | إلى الآن | النزاع السوداني في جنوب كردفان والنيل الأزرق                                                          | حكومة السودان - القوات المسلحة السودانية - قوات الدعم السريع | الجبهة الثورية السودانية - حركة الشعبية لتحرير السودان-الشمال - حركة تحرير السودان - حركة العدل والمساواة · دعم مزعوم: · إثيوبيا · جنوب السودان                                                                                                   |
| 2011  | إلى الآن | العنف العرقي في جنوب السودان (2011–إلى الآن) جزء من النزاع القبلي السوداني                            | | |
| 2011  | 2012     | عملية ليندا نشي جزء من الحرب في الصومال (2009–الآن)                                                   | كينيا · الحكومة الاتحادية الانتقالية · حركة راس كمبوني · إثيوبيا · تنظيم أهل السنة والجماعة · جوبا لاند | الشباب |
| 2011  | 2014     | العنف بين الفصائل الليبية (2011–14)                                                                   | | |
| 2011  | 2014     | التمرد في العراق (2011–14)                                                                            | | |
| 2012  | 2015     | الصراع في شمال مالي                                                                                   | | |
| 2012  | 2012     | نزاع هجليج                                                                                            | السودان | جنوب السودان |
| 2012  | 2013     | ثورة م23                                                                                              | جمهورية الكونغو الديمقراطية · جنوب إفريقيا · تنزانيا · مالاوي | حركة 23 مارس |
| 2012  | إلى الآن | صراع جمهورية أفريقيا الوسطى (2012–2014)                                                               | | |
| 2013  | إلى الآن | حرب جنوب السودان الأهلية جزء من العنف العرقي في جنوب السودان (2011–لاتزال)                            | | |
| 2013  | 2014     | تمرد المقاومة الوطنية الموزمبيقية (2013–14)                                                           | موزمبيق | المقاومة الوطنية الموزمبيقية |
| 2014  | إلى الآن | الحرب الأهلية العراقية (2014–لاتزال)                                                                  | | |
| 2014  | إلى الآن | الحرب الأهلية الليبية (2014–الآن)                                                                     | | |
| 2014  | إلى الآن | حرب شرق أوكرانيا جزء من شغب الحركة الموالية لروسيا في أوكرانيا 2014                                   | | |
| 2014  | 2014     | الحرب على غزة 2014                                                                                    | | |
| 2014  | إلى الآن | العمليات العسكرية على داعش                                                                            | | |
| 2015  | إلى الآن | الحرب الأهلية اليمنية (2015-الآن)                                                                     | | |
| 2016  | 2016     | الاشتباكات الأذربيجانية الأرمنية 2016 جزء من نزاع مرتفعات قرة باغ والنزاع الحدودي الأذربيجاني الأرمني | أذربيجان | جمهورية مرتفعات قرة باغ أرمينيا |
| 2022  | الى الأن | حرب اوكرانيا وروسيا جزء من حرب دونباس                                                                 | اوكرانيا وروسيا | |